# فراس (اسم)
فِرَاس اسم علم مذكر عربي الأصل، جاء على صيغة المبالغة فِعَال، وهو الشديد الافتراس والفرَّاس هو الأسد الشرس المفترس؛ وأبو فراس كنية الأسد. أحب العرب هذا الاسم، فأقبلوا على تسمية أبنائهم به قديمًا وحديثًا، وأكثر ما ينتشر الاسم في  الجزيرة العربية.

## الأصل اللغوي
فِرَاس صيغة مبالغة من المصدر فرس على وزن فَعال وهو الدق الشيء وكسره ويقال افترس الأَسدُ فريسته صادها وقتلها.
- ذكر في معنى فراس في لسان العرب لابن منظور الأنصاري:

فَرَسَ الشيءَ فَرْساً: دَّقَه وكَسَرَهُ؛ وفَرَسَ السَّبُعُ الشيءَ يفرِسُه فَرْسًا.
وافْتَرَسَ الدَّابة: أَخذه فدَقَّ عُنُقَه؛ وفَرَّسَ الغَنم: أَكثر فيها من ذلك. قال سيبويه: ظَلَّ يُفَرِّسُها ويُؤَكِّلُها أَي يُكثِر ذلك فيها.
وسَبُعٌ فَرَّاس: كثير الافتراس؛ والأَصل في الفَرْس دَقُّ العُنُق، ثم كَثُرَ حتى جُعِل كل قتل فَرْسًا.
قال الهُذَلِيُّ:
يامَيُّ لا يُعْوِزُ الأيامَ ذُو حِيَدٍفي حَوْمَةِ المَوْتِ رَوّامٌ وفَرَّاسُ

- وذكر في معنى فراس في أساس البلاغة للزمخشري:

والفرس: دقّ العنق، ومنه: الفرس: لدقّه الأرض بحوافره.

## أشهر من تسمى أو تكنى به
- فراس بن النضر القرشي: صحابي هاجر إلى الحبشة، واستشهد في معركة اليرموك.
- فراس بن حابس التميمي: صحابي جليل كان من المؤلفة قلوبهم وكان سيد قومه.[6]
- فراس بن عمرو الكناني: صحابي جليل رأى النبي وكان أبوه صحابيًا.[6]
- فراس الخزاعي: صحابي.
- أبو فراس الأسلمي: صحابي جليل، كان خادمًا للنبي ﷺ، وكان من أَهل الصفة.[6]
- أبو فراس الفرزدق: همام بن غالب بن صعصعة الدارمي التميمي، (38 هـ / 658 م - 110 هـ / 728 م). الشاعر الأموي المعروف.[7]
- أبو فراس الحمداني: حارث بن سعيد بن حمدان الحمداني التغلبي الوائلي، (320 - 357 هـ / 932 - 968 م) الشاعر العباسي المعروف.[7]
- بنو فراس بن غنم: قبيلة عربية تتفرع من قبائل كنانة ضمن فرع مضر من قبائل عدنان.
- بنو فراس بن عامر: قبيلة عربية.
- فراس السواح، كاتب ومترجم سوري.
- فراس دهني، مخرج سوري.
- فراس أنطون، رائد أعمال كندي.
- فراس سعود المالك الصباح، سياسي كويتي.
- فراس أبو سيرين شاعر مغربي
- فراس سعيد، ممثل أرجنتيني من أصل سوري.
- فراس خوري، مخرج فلسطيني.
- فراس ملحم، محافظ سلطة النقد الفلسطينية.
- فراس الخطيب، لاعب كرة سوري.
- فراس طلاس، رجل أعمال سوري.
- أبو فراس النطافي، شاعر فلسطيني.
- أبو فراس السلمي، كاتب وشاعر دمشقي.

## مناطق تسمت أو تكنت به
- أمّ فراس: من قرى بني مالك، في إمارة الطائف.[8]
- بنو فراس: قرية بقرب تونس من إفريقية، إليها ينسب عبد الرحمن بن محمد الفراسي الشاعر التونسي في كتاب الأنموذج، مات بسوسة سنة 408.[9]